# Papiernia w Jeziornie

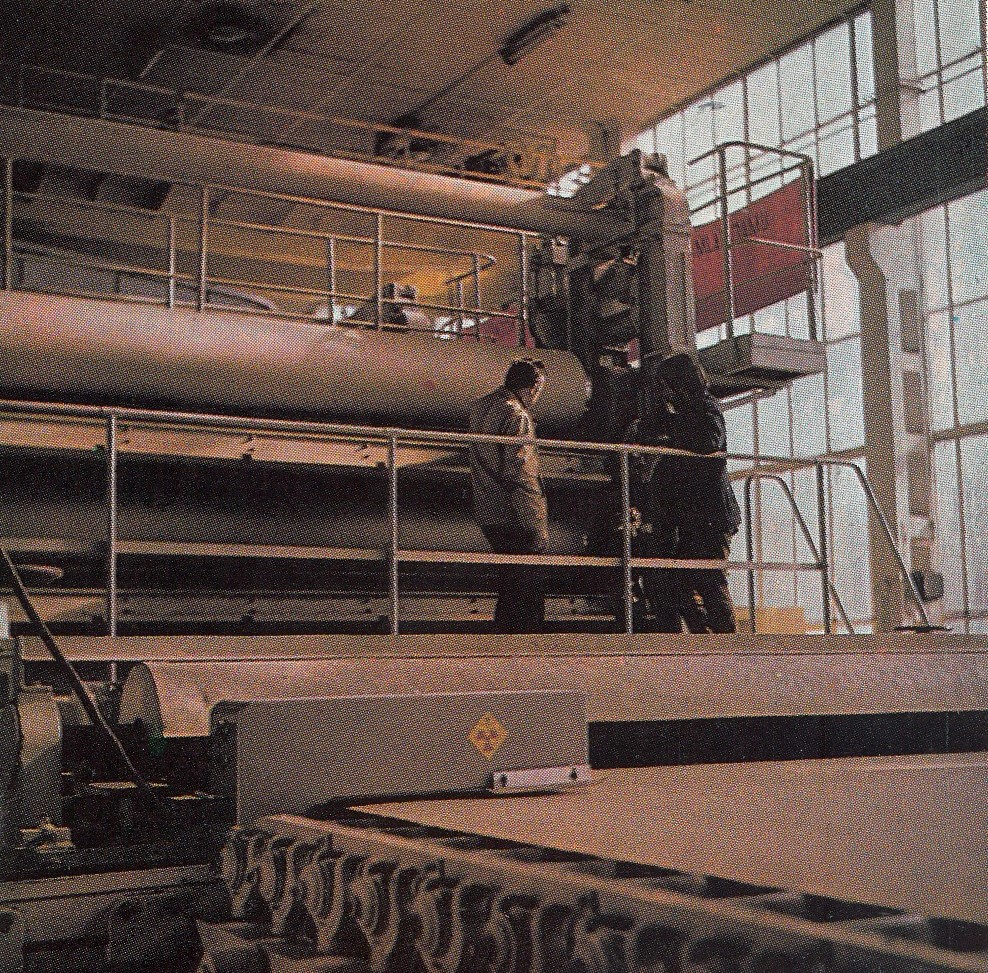
Wnętrze jednej z hal produkcyjnych w latach 70.

Warszawskie Zakłady Papiernicze – zakłady papieru zlokalizowane w miejscowości Konstancin-Jeziorna (w dzielnicy Mirków).

## Historia
Co najmniej od 1551 roku nad Jeziorną przy grobli w istniejącej ówcześnie wsi Grąd funkcjonował młyn. W 1775 roku baron Jan Kurtz zwrócił się do króla Stanisława Augusta Poniatowskiego z propozycją założenia w Jeziornie papierni. 
Zakład został wybudowany półtora kilometra w dół rzeki od tego pierwszego młyna. Był to jeden z najstarszych zakładów papierniczych w Polsce i pierwszy na terenie Mazowsza. W powstałej wtedy Królewskiej Fabryce Papieru czerpano m.in. papier na którym spisana została Konstytucja 3 maja. Przy papierni powstała osada. W kolejnych latach zakład przechodził na własność Samuela Bruschkego, a następnie Józefa Krzyczkowskiego. Trzykrotnie spłonął (w latach 1804, 1819 i 1829).
W 1830 roku zakład przeszedł na własność Banku Polskiego. Powstawał w nim papier używany m.in. do druku papierów wartościowych. W 1836 r. wyposażony on został w nowoczesne maszyny sprowadzone dwa lata wcześniej z Wiednia − była to pierwsza maszyna papiernicza w Polsce, pozwalająca na produkcję „papieru bez końca”. Umieszczono ją w wykupionym na te potrzeby „górnym zakładzie” w miejscu pierwotnego młyna, który zaprojektował Jan Jakub Gay. Stworzono wtedy nowoczesny kompleks industrialny, łączący dwa zakłady. Od tamtej pory przyjęło się nazywać nowy kompleks "górną papiernią", stary zaś "dolną papiernią". W 1888 r. zakład w Jeziornie wykupiło Akcyjne Towarzystwo Mirkowskiej Fabryki Papieru. Z inicjatywy Edwarda Natansona w rok później przeniesiono do Jeziorny z  Mirkowa większość maszyn i fachowców. Również z jego inicjatywy powstało osiedle Porąbka, przeznaczone dla pracowników nowej fabryki. Dla uczczenia przemysłowca przez szereg lat używano na jego określenie nazwy Edwardów, sama zaś dzielnica nazywana jest obecnie Mirkowem od nazwy macierzystej papierni.
Po 1945 papiernia w Jeziornie znana była jako Warszawskie Zakłady Papiernicze – jeden z głównych producentów papieru w PRL. 3 stycznia 1968 roku WZP otrzymały imię Mariana Jaworskiego, którzy przez szereg lat związany był z papiernią i był członkiem zakładowej Oddziałowej Organizacji Partyjnej.
Przez lata górny kompleks zredukowany został do celów szmaciarni (i tym mianem jest nadal czasem określany) oraz magazynów. Spłonął niemal doszczętnie w pożarze w 1984 roku.
W latach 90. XX wieku zakład został sprywatyzowany. Od 2001 zakłady były własnością Metsä Tissue SA.  W 2012 roku zakład zaprzestał produkcji, fabrykę zamknięto, wiosną 2013 rozpoczęto wyburzanie zabudowań.

## Centrum handlowe
Jan Wejchert, który nabył „górną papiernię” w październiku 2000, odbudował ją, zachowując oryginalny układ architektoniczny. W odrestaurowanych i rozbudowanych budynkach górnej papierni (oryginalnie projekt Jakub Gay, 1836–1838) stworzono w 2002 roku centrum handlowe Stara Papiernia (według projektu architektonicznego Bulanda Mucha Architekci ). Kompleks ten otrzymał wiele nagród w tym nagrodę Modernizacja Roku 2002 w kategorii budynków użyteczności publicznej.